# Investigation Discovery (Italia)
Investigation Discovery è stata una rete televisiva tematica italiana che si occupava di crimini realmente accaduti spiegati con il linguaggio del factual. Era disponibile in esclusiva sulla piattaforma televisiva Mediaset Premium nel pacchetto Serie & Doc al canale 320. 
Il canale è stato chiuso il 28 febbraio 2019; i contenuti sono disponibili nell'omonimo hub all'interno della piattaforma streaming Discovery+.

## Palinsesto

### Contenuti disponibili su Discovery+
- Alla ricerca della verità
- American monsters
- Attrazione fatale
- Ce l'avevo quasi fatta
- Chi diavolo ho sposato?
- Colleghi assassini
- Delitti a circuito chiuso
- Delitti in copertina
- Delitti sotto l'albero
- Disappeared
- Homicide city: L'assassino è in città
- I mille volti del crimine
- Il tuo peggior incubo
- Matrimoni e bugie
- Joe Exotic e le tigri: Segreti e bugie
- Shattered: Vite spezzate
- Traditi
- Vite spezzate: La lunga notte
- Web of lies

### Programmi precedentemente in onda
- Amicizie criminali
- Anatomia di una mente criminale
- Appuntamenti da incubo
- Beauty queen murders: belle da morire
- Breaking point
- Deadline: dentro il crimine
- Delitti di famiglia
- Finché omicidio non ci separi
- House of horrors
- Il gene del male
- Il lato oscuro degli anni '80
- L'investigatore Wolf
- La villa degli orrori
- Matrigne senza scrupoli
- Mogli assassine
- Omicidi da incubo
- Omicidi in famiglia
- People Magazine Investigates
- Peccati mortali
- Professione: Coroner
- Redrum
- Scomparsi
- So chi mi ha ucciso
- Solved
- Suspicion - Il sospetto
- The murder shift
- Torbidi delitti
- True crime: storie di omicidi
- Ucciderei per te
- Un diavolo in famiglia
- Vite segrete di mogli (im)perfette

## Loghi

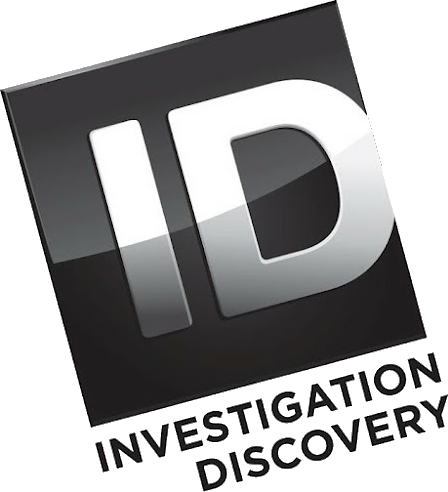
24 ottobre 2016 - 30 novembre 2018
30 novembre 2018 - 28 febbraio 2019
In uso dal 2 dicembre 2020 (su Discovery+)